# Consommé

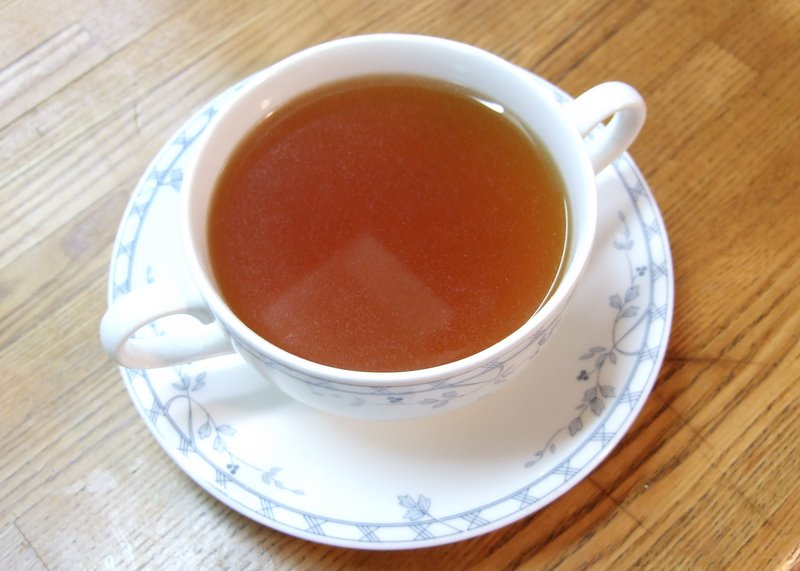
Gevogelteconsommé

Een consommé is een geheel ontvette bouillon die helder is gemaakt en waaraan een bepaalde garnituur is toegevoegd.

## Soorten
- Gewone consommé
- Visconsommé
- Gevogelteconsommé
- Wildconsommé